# Веллінгтон (Вісконсин)
Веллінгтон (англ. Wellington) — місто (англ. town) в США, в окрузі Монро штату Вісконсин. Населення — 666 осіб (2020).

## Демографія
Згідно з переписом 2010 року, у місті мешкала 621 особа в 217 домогосподарствах у складі 172 родин. Було 256 помешкань
Расовий склад населення:
| - 97,7 % — білих - 0,8 % — корінних американців - 0,3 % — чорних або афроамериканців |

До двох чи більше рас належало 0,3 %. Частка іспаномовних становила 1,8 % від усіх жителів.
За віковим діапазоном населення розподілялося таким чином: 28,7 % — особи молодші 18 років, 56,2 % — особи у віці 18—64 років, 15,1 % — особи у віці 65 років та старші. Медіана віку мешканця становила 39,1 року. На 100 осіб жіночої статі у місті припадало 104,3 чоловіків;  на 100 жінок у віці від 18 років та старших — 99,5 чоловіків також старших 18 років.
Середній дохід на одне домашнє господарство  становив 59 292 долари США (медіана — 55 625), а середній дохід на одну сім'ю — 67 004 долари (медіана — 66 875). Медіана доходів становила 43 889 доларів для чоловіків та 25 000 доларів для жінок. За межею бідності перебувало 12,0 % осіб, у тому числі 12,1 % дітей у віці до 18 років та 20,4 % осіб у віці 65 років та старших.
Цивільне працевлаштоване населення становило 299 осіб. Основні галузі зайнятості: освіта, охорона здоров'я та соціальна допомога — 23,1 %, сільське господарство, лісництво, риболовля — 17,1 %, виробництво — 16,7 %.